# Tastkopf
Der Tastkopf, auch Tastteiler (englisch probe in der Bedeutung Sonde) ist ein Messmittel der elektrischen Messtechnik, hauptsächlich bei Messungen mit dem Oszilloskop. Bei der Vielzahl an Messaufgaben kann das Oszilloskop nicht immer direkt an das Messobjekt angeschlossen werden. Je nach Anforderungen wird ein Tastkopf zwischengeschaltet, der das Messsignal anpasst und über ein Koaxialkabel an das anzeigende Messgerät weitergibt. Ferner gibt es Tastköpfe zur Messung mit dem Logikanalysator.
Es gibt viele Tastkopf-Arten. Vorzugsweise dient ein Tastkopf zur Verminderung von Rückwirkungsabweichungen des Oszilloskops auf das Messobjekt und auf die zu messende elektrische Spannung. Diese kann je nach Ausführung über einen sehr großen Frequenzbereich von Gleichgröße bis Gigahertz reichen.– Ferner kann die elektrische Stromstärke über einen Strom-Tastkopf mit dem Oszilloskop gemessen werden.

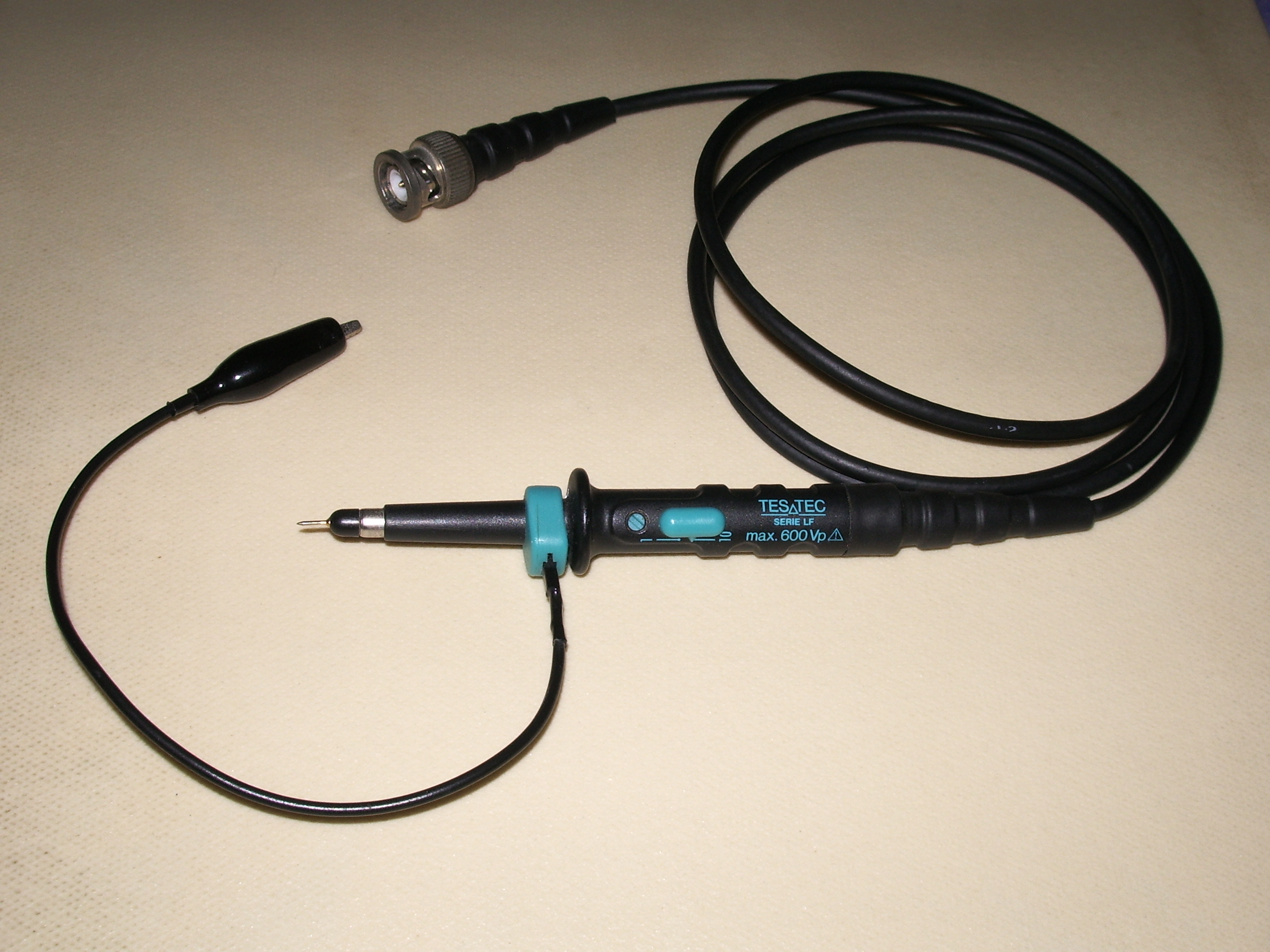
Tastkopf in bevorzugter Ausführung; links unten befindet sich die Leitung für den Masseanschluss. In dieser Ausführung wird die Spannung zwischen Masse und der Prüfspitze aufgenommen

## Allgemeines
Meist wird ein Tastkopf an einem Oszilloskop betrieben. Dieses hat in der Regel einen Eingangswiderstand von 1 MΩ und eine Eingangskapazität von 20 bis 50 pF. Der Spitzenwert der Eingangsspannung am Tastkopf ist auf einige hundert Volt beschränkt, je nach Spezialisierung auch deutlich weniger. Oszilloskope mit höheren Bandbreiten verfügen meist über 50-Ω-Eingänge oder können eine entsprechende Terminierung zuschalten. Eine im Tastkopf erforderliche erste Signalbehandlung kann mit passiven Bauelementen ausgeführt werden oder eine aktive Schaltung erfordern. Um das Oszilloskop auf sehr unterschiedliche Messaufgaben anzupassen, stehen viele Tastköpfe mit unterschiedlichen Eigenschaften zur Wahl. Die meisten Tastköpfe müssen an das jeweilig verwendete Oszilloskop derart angepasst werden, dass das Übertragungsverhalten frequenzunabhängig wird. Dazu sind sie anhand eines Testsignals (z. B. 1-kHz-Rechtecksignal) justierbar. Dieses Testsignal steht an den meisten Oszilloskopen an Anschlusspins im Frontpanel zur Verfügung.

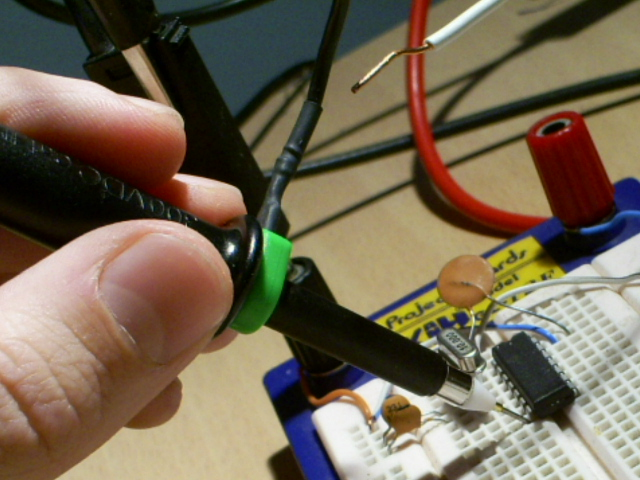
Tastkopf mit Prüfspitze im Einsatz

Einfache Prüf- und Kontaktierhilfen sind die Prüfspitze (Nadel) und die Federklemme (Clip), die einen unter Federzug stehenden Haken besitzt und eine elektrische Leitung umfassen kann. Eine längere Ausführung für schwer erreichbare Stellen ist die Klemmprüfspitze. Bei Spannungsmessungen ist vorab eine Verbindung eines Bezugspotenzials des zu untersuchenden Messobjektes mit der Masse des Oszilloskops herzustellen.

## Anforderungen
Der Tastkopf soll die zu untersuchende Schaltung möglichst wenig beeinflussen und das anliegende Signal unverfälscht weitergeben. Daraus ergeben sich folgende Anforderungen:
- Die Eingangsimpedanz soll möglichst hoch sein. 
 Damit soll der ohmsche Eingangswiderstand möglichst groß sein. 
Zugleich soll die Eingangskapazität möglichst gering sein.
- Reflexionen auf der Messleitung sollen möglichst nicht auftreten.

Diese Forderungen können nicht komplett miteinander vereint werden: Entweder ist die Eingangsimpedanz gering und entspricht dem Wellenwiderstand des Kabels (Koaxialkabel, z. B. 50 Ω). Oder die Eingangsimpedanz ist hoch, dann wird die Spannungsquelle wenig belastet, aber es müssen Kompromisse hinsichtlich der oberen Grenzfrequenz und Impulstreue hingenommen werden.
Da die Kabellänge die Signallaufzeit bestimmt, müssen bei Messungen im Nanosekundenbereich bei der Verwendung mehrerer Kanäle des Oszilloskops identische Tastköpfe oder zumindest gleiche Kabellängen verwendet werden. Zusätzlich begrenzt die Kabellänge auch die Bandbreite des Tastkopfes. Zum Verhindern eines Überschwingens sollte die Masseleitung immer so kurz wie möglich sein.

## Tastkopf-Arten
Tastköpfe unterscheiden sich in ihrem Eingangsverhalten, ihrer Anforderung an den Verwender und den Anschaffungskosten, so dass oft nicht nur technische, sondern auch wirtschaftliche Erwägungen bei der Auswahl von Tastköpfen eine Rolle spielen. Tastköpfe mit hohen Bandbreiten oder aktiven Bauelementen sind meist mechanisch und elektrisch wesentlich empfindlicher als einfache Tastköpfe für niedrigere Frequenzen.

### Passive Niederspannungs-Tastköpfe
Die gebräuchlichste Bauform ist ein passiver Tastkopf mit einer Spannungsteilung, durch die die Spannung am Oszilloskop 1:10 kleiner ist als an der Tastkopfspitze. Der Eingangswiderstand ist 10:1 größer, also 10 MΩ. Er entsteht durch 9 MΩ in der Tastkopfspitze zusätzlich zu 1 MΩ im Oszilloskop.
Vorteile:
- Günstiger Preis
- Keine aktiven Bauelemente
- Keine Stromversorgung nötig
- Mechanisch und elektrisch robust

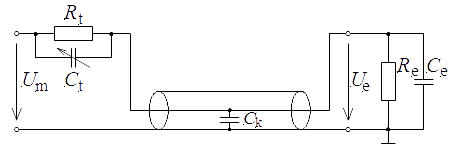
Prinzipschaltung eines üblichen passiven Tastkopfes einschließlich Eingangsstufe des Oszilloskops

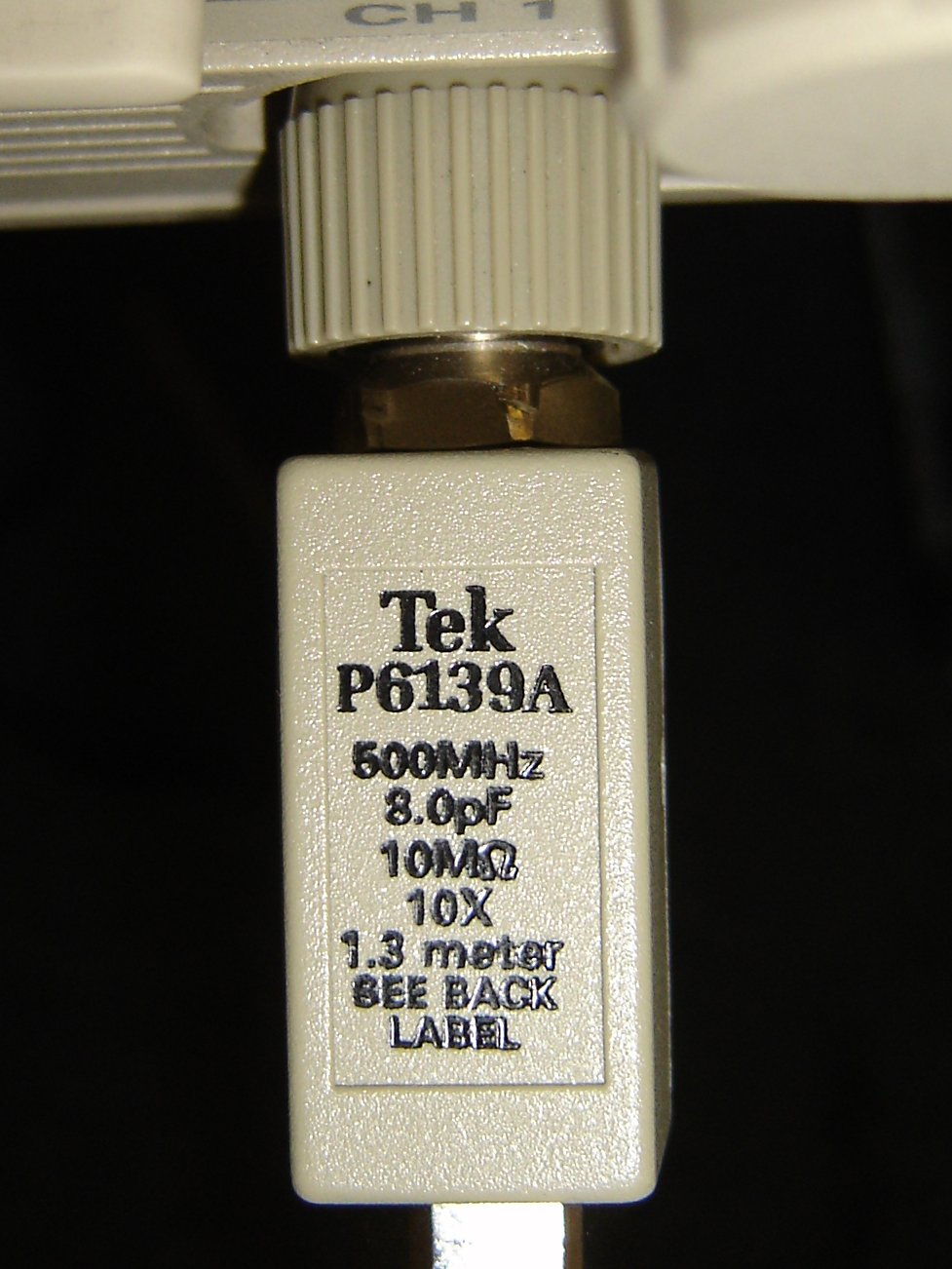
Anpassschaltung eines passiven Tastkopfes nahe am Stecker, beschriftet mit seinen Kenndaten

- Tastkopf und Oszilloskop können meistens von verschiedenen Herstellern sein
- Eingangskapazität etwa um das Teilerverhältnis kleiner

Nachteile:
- Kleinster Messbereich um das Teilerverhältnis größer
- Immer noch für manche Messungen zu hohe Eingangskapazität (typ. 10 bis 20 pF), daher ungeeignet für Anschluss an hochohmige Schaltungsknoten bei steilen Signalflanken
- Durch die Eingangskapazität eine relativ niedrige in der Praxis nutzbare Bandbreite

Beispiel: Wenn die Eingangsimpedanz bei 10 MΩ parallel zu 16 pF liegt, beträgt der Widerstand zwar für Gleichspannung 10 MΩ, aber für Sinusspannung mit 1 MHz nur 10 kΩ. Wie bei jeder Spannungsmessung, muss der Quellenwiderstand dagegen deutlich kleiner sein, um eine Rückwirkungsabweichung zu vermeiden.
Der Tastkopfwiderstand {\displaystyle R_{\mathrm {t} }} bildet mit dem Eingangswiderstand {\displaystyle R_{\mathrm {e} }} des Oszilloskops, dessen Eingangskapazität {\displaystyle C_{\mathrm {e} }} und (je nach innerem Aufbau) der dazu parallelen Kabelkapazität {\displaystyle C_{\mathrm {k} }} einen Spannungsteiler. Damit die Teilung frequenzunabhängig ist, muss sich im Tastkopf ebenfalls ein zum Widerstand parallel geschalteter Kondensator {\displaystyle C_{\mathrm {t} }} befinden. Für die Unabhängigkeit des Teilerverhältnisses von der Frequenz muss das Produkt aus Widerstand und Kapazität in den beiden Impedanzen des Spannungsteilers gleich groß sein, {\displaystyle R_{\mathrm {t} }\;C_{\mathrm {t} }=R_{\mathrm {e} }\;(C_{\mathrm {e} }+C_{\mathrm {k} })}. Während der ohmsche Widerstand im Tastkopf ab Werk justiert wird, muss die Kapazität des Tastkopfes fallweise einstellbar sein. Die Einstellmöglichkeit befindet sich je nach Aufbau in der Spitze oder nahe am Stecker.
Zum Abgleichen des Tastkopfes geben Oszilloskope in der Regel ein Rechtecksignal aus, mit dessen Hilfe der Tastkopf so abgeglichen werden kann, dass die steilen Signalflanken auch steil und ohne Überschwingung dargestellt werden. Mit dieser Tastkopfbauform ist in häufig anzutreffenden Messsituationen ein brauchbares Ergebnis erzielbar.

### Transmission-Line-Tastköpfe
Auch der Transmission-Line-Tastkopf ist ein passiver Tastkopf. Bei einer Teilung 10:1 beträgt der Eingangswiderstand allerdings nur 500 Ω, der kapazitive Anteil an der Eingangsimpedanz ist hier deutlich geringer als bei der hochohmigen Ausführung.
Vorteile:

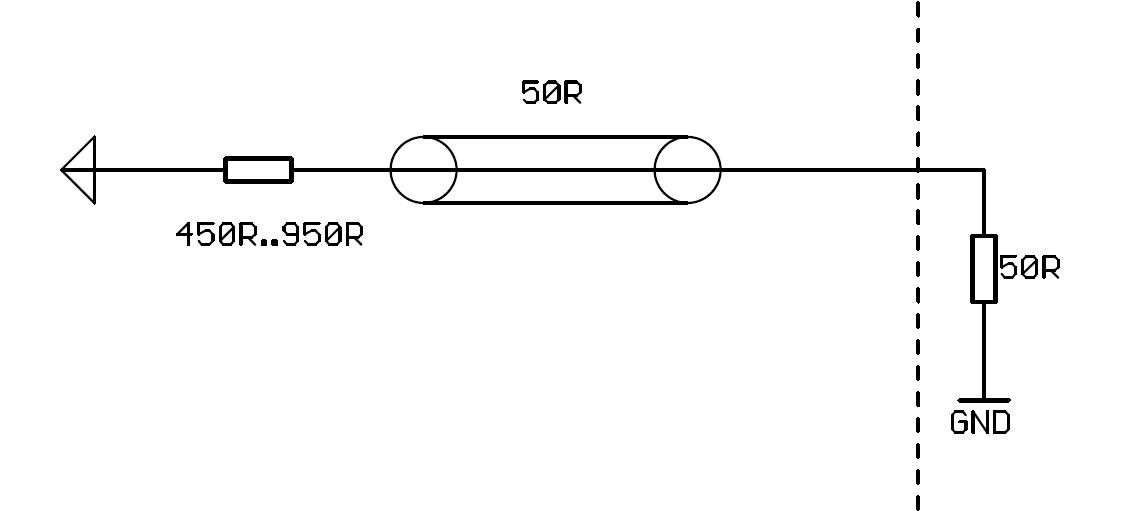
Prinzipschaltung eines Tastkopfes nach dem Transmission-Line-Prinzip

- Geringere Eingangskapazität (typ. 0,2 bis 0,5 pF)
- Speziell für die Messung hochfrequenter Signale
- Eine über einen großen Frequenzbereich gleichbleibende Last

Nachteile:
- Geringer Eingangswiderstand (500 Ω)
- Nur für kleine Signalpegel nutzbar
- Starke DC-Belastung der Signalquelle
- Qualitativ hochwertige 50-Ω-Terminierung am Oszilloskop erforderlich

Bei einem Transmission-Line-Tastkopf wird zwischen Tastkopfleitung und Oszilloskop Anpassung hergestellt. D. h. das Oszilloskop arbeitet mit einer Impedanz von 50 Ω, und die verwendete Zuleitung hat einen Wellenwiderstand von ebenfalls 50 Ω. Zwischen Messspitze und Zuleitung wird ein Widerstand von 450 Ω (bei Teilung 10:1) oder 950 Ω (bei Teilung 20:1) geschaltet.
Beispiel: Wird die Eingangskapazität mit 0,5 pF angenommen (ein hoher Wert), so sind der kapazitive Widerstand und der ohmsche Widerstand erst bei einer Frequenz von über 600 MHz gleich groß. Die nutzbare Bandbreite ist also wesentlich höher als beim „normalen“ passiven Tastkopf.

### Aktive Tastköpfe
Bei aktiven Tastköpfen wird das Signal bereits im Tastkopf verstärkt. Der Tastkopf braucht eine Versorgung mit Hilfsenergie.
Vorteile:
- Hoher Eingangswiderstand
- Geringe Eingangskapazität

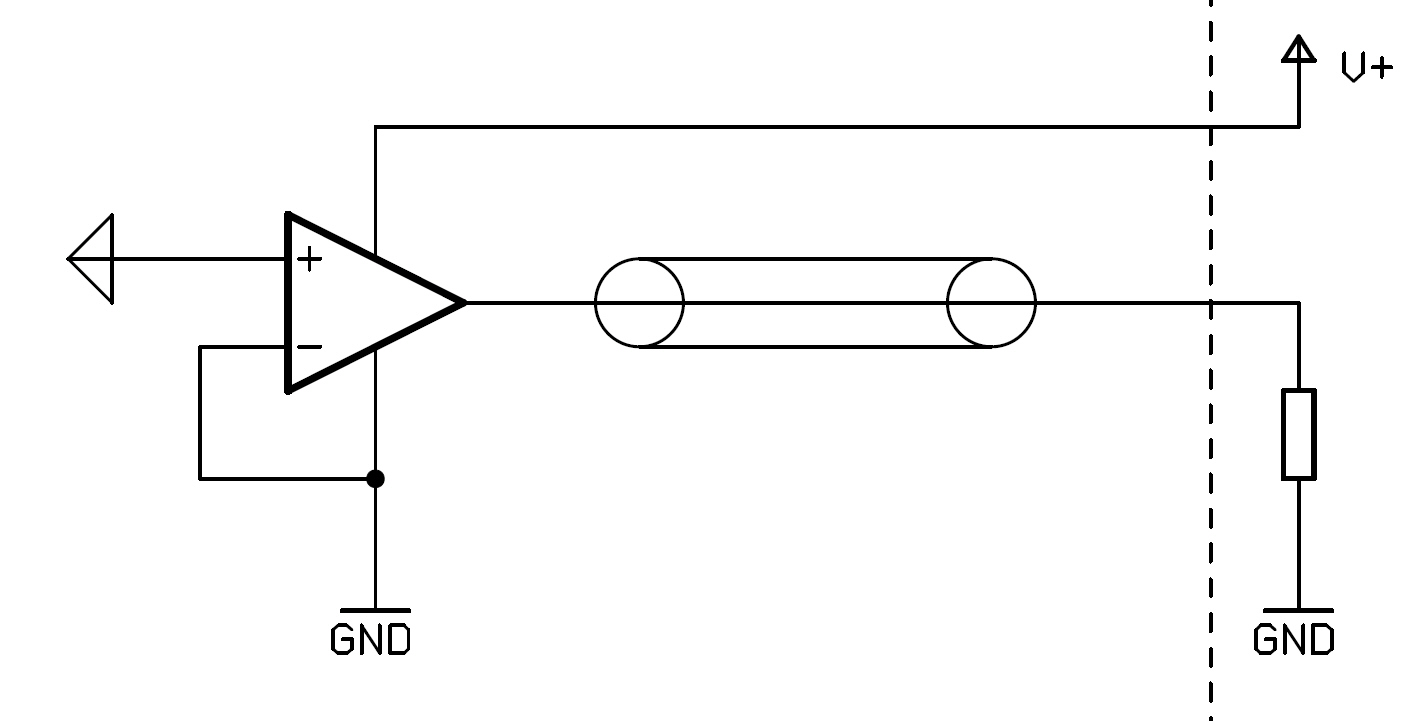
Prinzipschaltbild eines aktiven Tastkopfes mit Differenzverstärker, dessen einer Eingang an Bezugspotential gelegt ist

- Hohe obere Grenzfrequenz/Bandbreite

Nachteile:
- Energieversorgung notwendig
- Hohe Anschaffungskosten
- Mechanisch und elektrisch wesentlich empfindlicher als passive Tastköpfe
- Aktive Tastköpfe oft nur zu den Oszilloskopen desselben Herstellers passend
- Durch den Verstärker in der Signalamplitude begrenzt

Aktive Tastköpfe kommen zum Einsatz, wenn schnelle Signale mit geringem Spannungshub gemessen werden sollen. Die Verwendung erfordert tiefergehende Kenntnisse der Gerätetechnik, um den Tastkopf nicht zu zerstören und um ein aussagekräftiges Messergebnis zu bekommen. Aktive Tastköpfe werden in den meisten Fällen vom Oszilloskop mit Energie versorgt; es existieren aber auch Lösungen, die ein externes Netzteil benutzen.

### Differentielle Tastköpfe
Die bisher beschriebenen Tastköpfe messen immer gegen Masse (Gehäuse, Schutzkontakt). Meist ist in der Schaltung diese Masse ebenfalls das Bezugspotential. Soll ein Signal gemessen werden, dessen Bezugspotential nicht 0 V ist (z. B. ein symmetrisches Signal), gibt es verschiedene Vorgehensweisen:

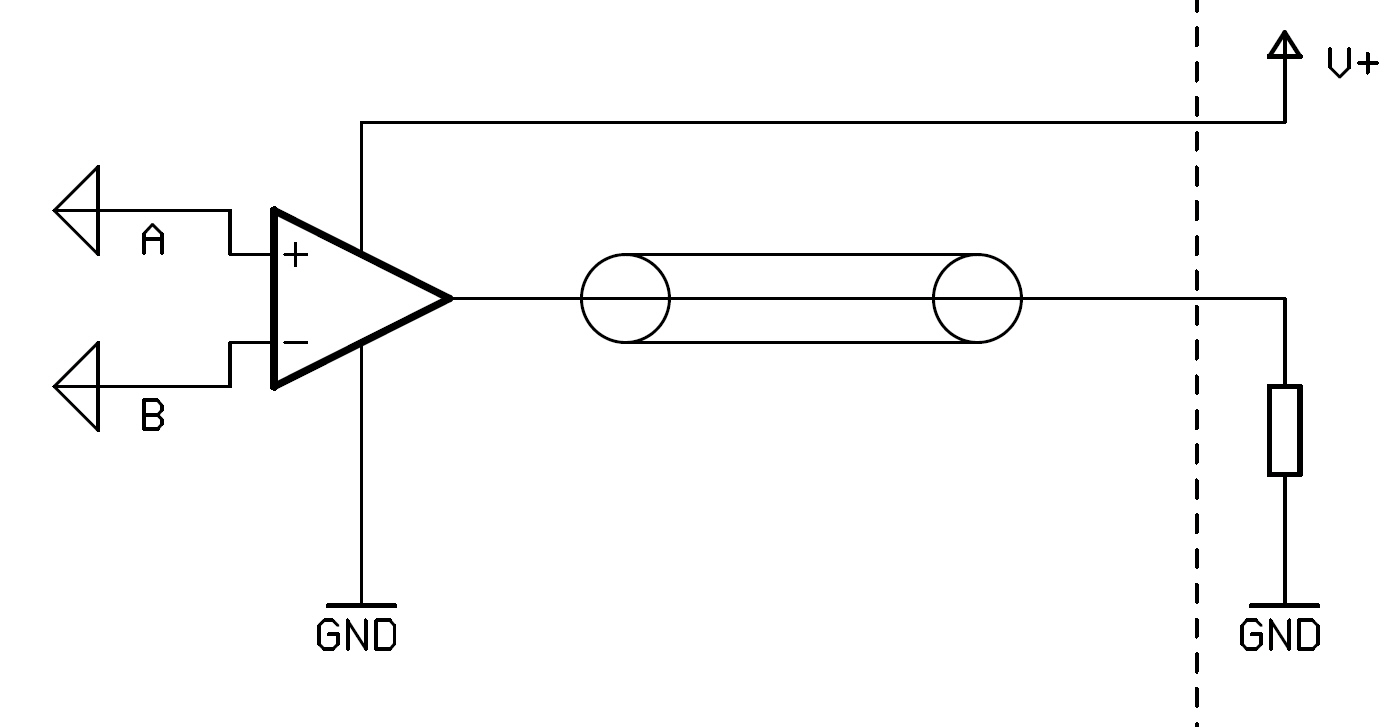
Prinzipschaltbild eines differentiellen Tastkopfes

- Das Oszilloskop hat keinen Massebezug (Anschluss über Trenntrafo). Das birgt das Risiko eines Stromschlages oder die Zerstörung des Oszilloskops und ist daher unzulässig!
- Das Messobjekt wird potentialfrei betrieben. Für niedrigere Frequenzen und niedrige Quellimpedanzen ist das eine brauchbare Alternative zu einem Differentialtastkopf, sonst ist sie unbrauchbar.
- Die Messung erfolgt mit zwei Kanälen, deren Differenz vom Oszilloskop angezeigt wird.
- Es wird ein differentieller Tastkopf eingesetzt.

Die Messung mit zwei Kanälen des Oszilloskops hat mehrere Nachteile:
- Für ein differentielles Signal werden zwei genau gleich justierte Kanäle benötigt.
- Schnelle Signale werden nur ungenügend genau dargestellt.
- Bei kleinen Signaldifferenzen und großem Gleichtaktsignal kann die Messung sehr fehlerhaft werden.

Für schnelle symmetrische Signale gibt es deshalb den differentiellen Tastkopf. Dieser zählt zu den speziellen aktiven Tastköpfen und  hat meist drei Anschlüsse: GND, A, B.
Ground (GND) wird an die Masse der Schaltung angeschlossen. Dieser Massepunkt legt den Arbeitsbereich des Tastkopfes fest. Die anderen beiden Anschlüsse werden an das Leitungspaar angeschlossen, an dem die Differenz gemessen werden soll.
Vorteile:
- Nur ein Oszilloskop-Kanal wird benötigt
- Hohe Impedanz
- Geringe Eingangskapazität
- Hohe Gleichtaktunterdrückung

Nachteile:
- Hoher Preis (je nach techn. Anforderungen bewegt er sich im 4- und 5-stelligen Eurobereich)
- Eingeschränkter Arbeitsbereich

Differentielle Tastköpfe gewinnen zunehmend an Bedeutung, da viele robuste Systeme und vor allem neue Bussysteme mit symmetrischer Übertragung bei hoher Geschwindigkeit arbeiten. Vertreter langsamer Übertragungsraten sind professionelle Audiosysteme, CAN und RS-485. Symmetrische Hochgeschwindigkeitsübertragung wird z. B. bei USB, PCI Express und diversen Graphikschnittstellen (LVDS) benutzt.
Einige aktive differentielle Tastköpfe können zwischen den Betriebszuständen A, B, A − B (Differenzbildung) und 0,5 ⸱ (A + B) (Gleichtaktanteil) umgeschaltet werden.

### Strom-Tastköpfe
Ein Strom-Tastkopf arbeitet wie ein Zangenstrommesser oder mit einer Rogowskispule. Er kann passiv und aktiv sein; er dient zur Messung von Gleich- und Wechselströmen. Gleichstrom-Tastköpfe sind immer aktiv. Reine Wechselstrom-Tastköpfe sind meist passiv. Die Funktion beruht auf dem Trafoeffekt oder dem Hall-Effekt.
Die Systeme benötigen u. U. einen Abgleich vor jeder Messung (veränderter Luftspalt beim Öffnen etc.). Die Aufbereitung des Messwertes bedarf, bedingt durch Nichtlinearitäten, einer etwas aufwendigeren Auswerteschaltung. Durch das Wirkprinzip ist die Bandbreite je nach Tastkopf meist auf einige hundert kHz beschränkt.

### Hochspannungs-Tastköpfe
Zur Messung von Spannungen oberhalb von 600 V sind Hochspannungs-Tastköpfe notwendig, da übliche Tastköpfe nur bis 600 V zugelassen sind.
Üblich sind Hochspannungs-Tastköpfe mit
- zugelassenen 2,5 kV und Teilerverhältnis von 100:1 bei einem Eingangswiderstand von 100 MOhm.
- zugelassenen 40 kV und Teilerverhältnis von 1000:1 bei einem Eingangswiderstand von 1000 MOhm.

### Demodulatortastköpfe
Zur Messung des Pegels sehr hoher Frequenzen gibt es Hochfrequenz-Tastköpfe. Sie besitzen hinter der Spitze eine Diode und liefern den Gleichrichtwert der hochfrequenten Spannung – ein Hüllkurvendemodulator, daher der Name.

### Kabelteiler
Ein Tastkopf mit Prüfspitze oder Federklemme bietet keinen sicheren und dauerhaften Halt. Dann kann ein Kabelteiler eingesetzt werden, der statt Spitze oder Klemme einen BNC-Anschluss enthält. Er verhält sich elektrisch wie ein Standard-Tastkopf. Beispielsweise eignet er sich für den Anschluss an ein vibrierendes Maschinenteil, wenn es dazu eine fest eingebaute Anschlussbuchse enthält.

## Zusatzfunktionen

### Teilerverhältnis übergeben
Manche Tastköpfe haben neben dem Stecker einen Kontaktstift, der durch seine Position dem Oszilloskop das Teilungsverhältnis mitteilt. In Folge wird der Spannungs-Messbereich umgerechnet. Diese Funktion steht in der Regel nur zur Verfügung, wenn Tastkopf und Oszilloskop von demselben Hersteller kommen und beide Geräte die Funktion unterstützen.

### Energieversorgung aktiver Tastköpfe
Wenn der Hersteller von Messgerät und Tastkopf identisch ist, kann die Energieversorgung von aktiven Tastköpfen über Zusatzkontakte erfolgen. Aktive Tastköpfe können aber genauso gut über eine externe Energiequelle versorgt werden. Viele Strom-Tastköpfe arbeiten mit externer Versorgung.

## Zubehör

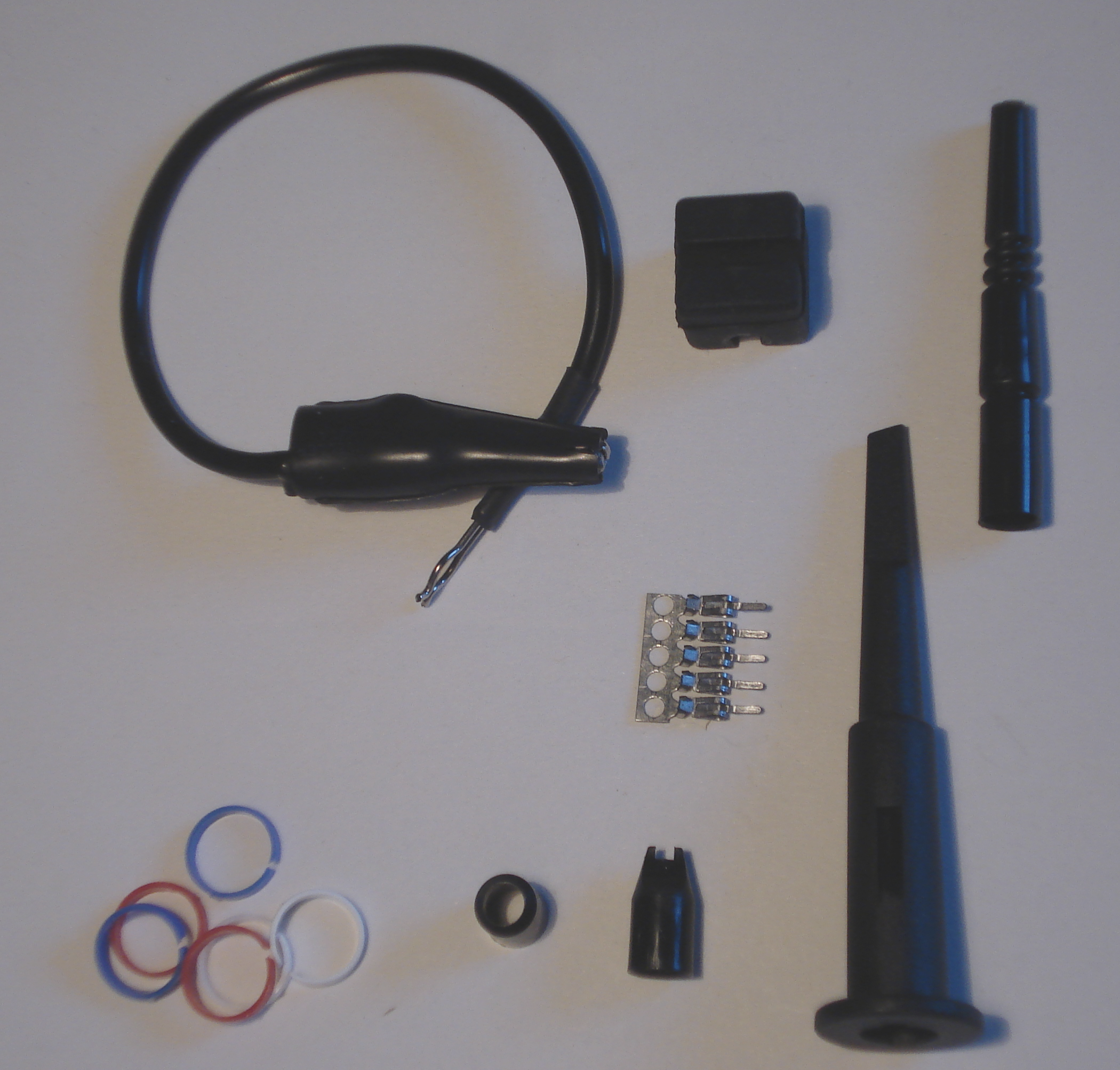
Zubehör für Tastköpfe

Um die tägliche Arbeit zu erleichtern, wurde im Laufe der Zeit eine Reihe von Zubehör für Tastköpfe entwickelt. Dazu zählen:
- Erdklammer
- Tastkopfablage
- Flexibler Adapter
- Lötfahnen
- Gefederter Kontakthaken
- Farbringe
- Isolationskappe für den Tastkopf
- Tastspitzenkappe

Insbesondere die Erdklammer ist bei Schaltungen, deren Spannungsreferenz von der des Messgerätes abweicht, notwendig, um sinnvolle Signale zu erhalten. Dabei ist aber zu beachten, dass bei unterschiedlichen Potentialen Ausgleichsströme auftreten, welche Sicherungen oder Schutzschaltungen zerstören können.
Für bedrahtete integrierte Schaltungen empfiehlt sich der Kontakthaken, welcher an den Anschlüssen sehr einfach montiert werden kann.